# Donga (lutte)
Pour les articles homonymes, voir Donga.
 (septembre 2016).
Améliorez-le ou discutez des points à vérifier. 
Le donga (également appelée lutte surma) est une lutte traditionnelle éthiopienne avec des bâtons très violente.
La donga est ouverte après les moissons et marque la fin des récoltes. Elle est autorisée par un conseil réunissant les sages, les sorciers et « diseurs d'avenir ». Seuls les hommes peuvent y participer, elle réunit une centaine de combattants provenant de différents villages. Les combats sont, le plus souvent, précédés de parades et de chants destinés à se donner du courage et à effrayer l'adversaire. Les combats ne sont pas obligatoires, mais le prestige social apporté aux participants pousse les hommes à s'y présenter ; ils permettraient aussi de se faire remarquer par les femmes.
Après s'être enduit le corps de peintures ornementales, les participants se munissent d'un bâton écorcé (généralement de l'acacia) d'environ deux mètres de long, dont la pointe est taillée en phallus (les protections articulaires, cervicales et crâniennes en fibres végétales tressées sont tolérées mais pas obligatoires), et un combat violent commence. Quelques règles régissent la lutte : il n'y a que deux participants par combat ; les coups sont portés avec le bâton ; aucun autre objet ou partie du corps ne peut être utilisé. Le combat s'arrête à la demande d'un des participants ou si un bâton casse.
À l'issue de cette lutte, il n'y a ni vainqueur, ni vaincu, seuls le combat et les éventuelles cicatrices infligées comptent. La force, l'habilité et l'endurance des participants sont jaugées par les observateurs entourant les lutteurs. Les blessures peuvent être sérieuses voire mortelles. Pour cette raison, la donga avait mauvaise réputation aux yeux des colons portugais qui considéraient les Surmas comme un peuple aux coutumes cruelles et barbares.
Cet art martial est interdit par le gouvernement éthiopien en 1994, et si des tribus perpétuent cette tradition, le donga est en voie de disparition.